# Morska struja
Morske struje su manje-više povezano, uglavnom vodoravno gibanje morske odnosno oceanske vode, te su uz valove i mijene jedno od triju osnovnih gibanja. Kreću se u određenom smjeru i mogu biti stalne, periodične ili povremene pojave. To su tople ili hladne "rijeke" vode u oceanima. Povremene i periodične struje utječu na manja područja, prije svega uz obale, dok stalne imaju planetarni utjecaj.
Struje uzrokuju sile i čimbenici koji djeluju na vodu, kao: rotacija Zemlje, prevladavajući vjetrovi koji pušu na površinu i usmjeravaju tok vode (stalni ili sezonski vjetrovi), temperatura, razlika u salinitetu, privlačna sila Mjeseca i riječni tokovi. Na smjer i snagu morskih struja utječu i oblik morskog dna i obale, promjene u gustoći vode kao i druge struje.
Struje čiji uzrok su vjetrovi, rijetko kad zahvate vodu dublje od 200 metara, dok su struje koje su posljedica Coriolisovog učinka duboke i do 1000 metara. Javljaju se uz zapadne obale kontinenata i vrlo su brze i snažne. Najbrža među njima je Agulhaška struja u Indijskom oceanu i teče brzinom od 5 čvorova.
Oceanske struje mogu "putovati" više tisuća kilometara. Imaju jak utjecaj na klimu kontinenata, a naročito na područja uz obale oceana. Vjerojatno najizraženiji primjer je Golfska struja koja čini klimu sjeverozapadne Europe umjerenijom od drugih područja na jednakim zemljopisnim širinama. Drugi primjer su Havaji, gdje je klima suptropska, a ne tropska zbog hladne tihooceanske Kalifornijske struje.
| Ime                                  | Ocean (More)                                         | Temperatura (t = topla / h = hladna) |
| ------------------------------------ | ---------------------------------------------------- | ------------------------------------ |
| Agulhaška struja                     | Indijski ocean (Obala jugoistočne Afrike)            | t                                    |
| Antarktička cirkumpolarna struja     | u Atlantiku, u Pacifiku i u Indijskom oceanu)        | h                                    |
| Antilska struja                      | Atlantik                                             | t                                    |
| Ekvatorska struja                    | Pacifik                                              | t                                    |
| Ekvatorska protustruja               | u pacifičkom i indijskom oceanu                      | t                                    |
| Azorska struja                       | Atlantik (Azorski prag)                              | t                                    |
| Benguelska struja                    | Atlantik (obala jugozapadne Afrike)                  | h                                    |
| Brazilska struja                     | Atlantik (Istočna obala Brazila)                     | t                                    |
| Kineska obalna struja                | Pacifik (Istočno kinesko more, Južno kinesko more)   | t                                    |
| Falklandska struja                   | Atlantik (Falklandski otoci)                         | h                                    |
| Floridska struja                     | Atlantik (Meksički zaljev, Floridski prolaz)         | t                                    |
| Golfska struja                       | Atlantik (Američka istočna obala, sjeverni Atlantik) | t                                    |
| Gvinejska struja                     | Atlantik (Gvinejski zaljev)                          | t                                    |
| Humboldtova struja                   | Pacifik (Zapadna obala Južne Amerike)                | h                                    |
| Irmingerova struja                   | Atlantik (Europsko Sjeverno more)                    | t                                    |
| Kalifornijska struja                 | Pacifik (Američka zapadna obala)                     | h                                    |
| Kanarska struja                      | Atlantik (Obala zapadne Europe i zapadne Afrike)     | h                                    |
| Kap Hoornska struja                  | Pacifik, Atlantik (Južni vrh Južne Amerike)          | h                                    |
| Karipska struja                      | Atlantik (Karipsko more, Meksički zaljev)            | t                                    |
| Kurošio struja                       | Pacifik (Zapadni Pacifik, Japansko more)             | t                                    |
| Labradorska struja                   | Atlantik (Atlantik, Newfundlandski bazen)            | h                                    |
| Mozambička struja                    | Indijski ocean (Mozambički prolaz)                   | t                                    |
| Sjeverna ekvatorska struja           | Atlantik, Pacifik i Indijski ocean                   | t                                    |
| Sjevernoatlantska struja             | Atlantik                                             | t                                    |
| Sjevernopacifička struja             | Pacifik                                              | t                                    |
| Norveška struja                      | Atlantik (Sjeverno more)                             | t                                    |
| Istočnoaustralska struja             | Pacifik (Tasmanovo more)                             | t                                    |
| Istočna i Zapadna grenlandska struja | Atlantik (Atlantik, europsko Sjeverno more)          | h                                    |
| Ojašio struja                        | Pacifik (Beringovo more)                             | h                                    |
| Portugalska struja                   | Atlantik (portugalska obala)                         | t                                    |
| Somalijska struja                    | Indijski ocean (Sjeveroistočna obala Afrike)         | t                                    |
| Južna ekvatorska struja              | Atlantik, Pacifik i Indijski ocean                   | t                                    |
| Zapadnoaustralska struja             | Indijski ocean (Zapadna austalska obala)             | h                                    |

## Struje u Jadranskom moru
One su u Jadranskom moru dio sustava sredozemnih morskih struja. Kreću se u obrnutom smjeru od kretanja kazaljke sata, a glavni razlog tomu je Zemljina rotacija. Zato topla struja prolazi uz sjeveroistočnu (hrvatsku) obalu, a izlazi uz jugozapadnu, (talijansku) obalu.
Budući da je Sredozemlje relativno zatvoreno more, morske struje u svim njegovim dijelovima, pa tako i u Jadranu, razmjerno su slabe.
Morske struje se uz hrvatsku obalu kreću se sporije nego uz talijansku zbog velikog broja otoka na toj strani.
Za Hrvatsku je relativno pogodno što se struje kreću u obrnutom smjeru od kretanja kazaljke na satu, jer npr. svu prljavštinu koja dolazi na ušće rijeke Po struje odnesu dalje od hrvatske obale.

## Poveznice
|  | Zajednički poslužitelj ima još gradiva o temi Oceanskim strujama |

- NOAA Ocean Surface Current Analyses - Realtime (OSCAR)  Arhivirana inačica izvorne stranice od 26. studenoga 2015. (Wayback Machine)
- Shematski prikaz važnijih morskih struja
- Termohalinska pokretna traka